# Endurance Point
Der Endurance Point (englisch; spanisch Cabo Endurance) ist eine Landspitze an der Südküste von Elephant Island im Archipel der Südlichen Shetlandinseln. Sie liegt 7 km nordöstlich des Cape Lookout sowie östlich des Mount Elder und bildet die südliche Begrenzung der Einfahrt zur Sintika Cove südlich der Mündung des Endurance-Gletschers ins Weddell-Meer.
Argentinische Wissenschaftler benannten sie in Anlehnung an die Benennung des benachbarten Gletschers. Dieser ist nach dem Antarktispatrouillenschiff Endurance benannt. Das UK Antarctic Place-Names Committee übertrug diese Benennung 2018 ins Englische.